# Johammer J1
Johammer J1 ist ein Elektromotorrad des Herstellers Johammer e-mobility aus Bad Leonfelden / Österreich, das 2014 vorgestellt wurde.
Das Motorrad, von einem Synchronmotor angetrieben, wird in zwei Ausführungen gebaut und hat eine Leistung von 11 kW (15 PS), ein Leergewicht von 159 oder 178 kg – je nach Modell – und wird bei einer Geschwindigkeit von 120 km/h automatisch abgeregelt, um dadurch eine längere Reichweite garantieren zu können. Die Reichweite der Akkus, für die eine Kapazität von entweder 8,3 oder 12,7 kWh angegeben wird, liegt bei 150 bzw. 200 km. Bei einem Akku-Gewicht von etwa 70 kg (Modell „J1 150“) werden ca. 1200 Lithium-Ionen-Batteriezellblöcke integriert sein.
| Name   | Batterie- ladung (kWh) | Gesamt- gewicht (kg) | prognostizierte Reichweite (km) |
| ------ | ---------------------- | -------------------- | ------------------------------- |
| J1.150 | 8,3                    | 159                  | ~150                            |
| J1.200 | 12,7                   | 178                  | ~200                            |

Beim Bremsen und Bergabfahrten wird durch Rekuperation ein Teil der Bewegungsenergie zurückgewonnen, um damit den Akku aufzuladen. Die Ladezeit für 80 Prozent liegt zwischen zwei und drei Stunden je nach Ausführung. Das Fahrzeug mit einem Radstand von 1.455 mm hat eine für ein Elektromotorrad neuartige zweiarmige Radnabenlenkung und erinnert vom Layout an die Majestic. Das E-Motorrad hat vier Scheinwerfer, wobei in den Seitenspiegeln vorn je ein Scheinwerfer und Blinker integriert ist.
Das Cockpit am Lenker besteht aus einem ca. 2,4 Zoll großen, hochauflösenden Farbdisplay, das alle wichtigen Fahr-, Zustands- und Warninformationen anzeigen soll und in die Rückspiegel integriert ist.
Das Design wurde 2016 beim Red Dot Design Award, Product Design 2016, mit „Honourable Mention“ ausgezeichnet.

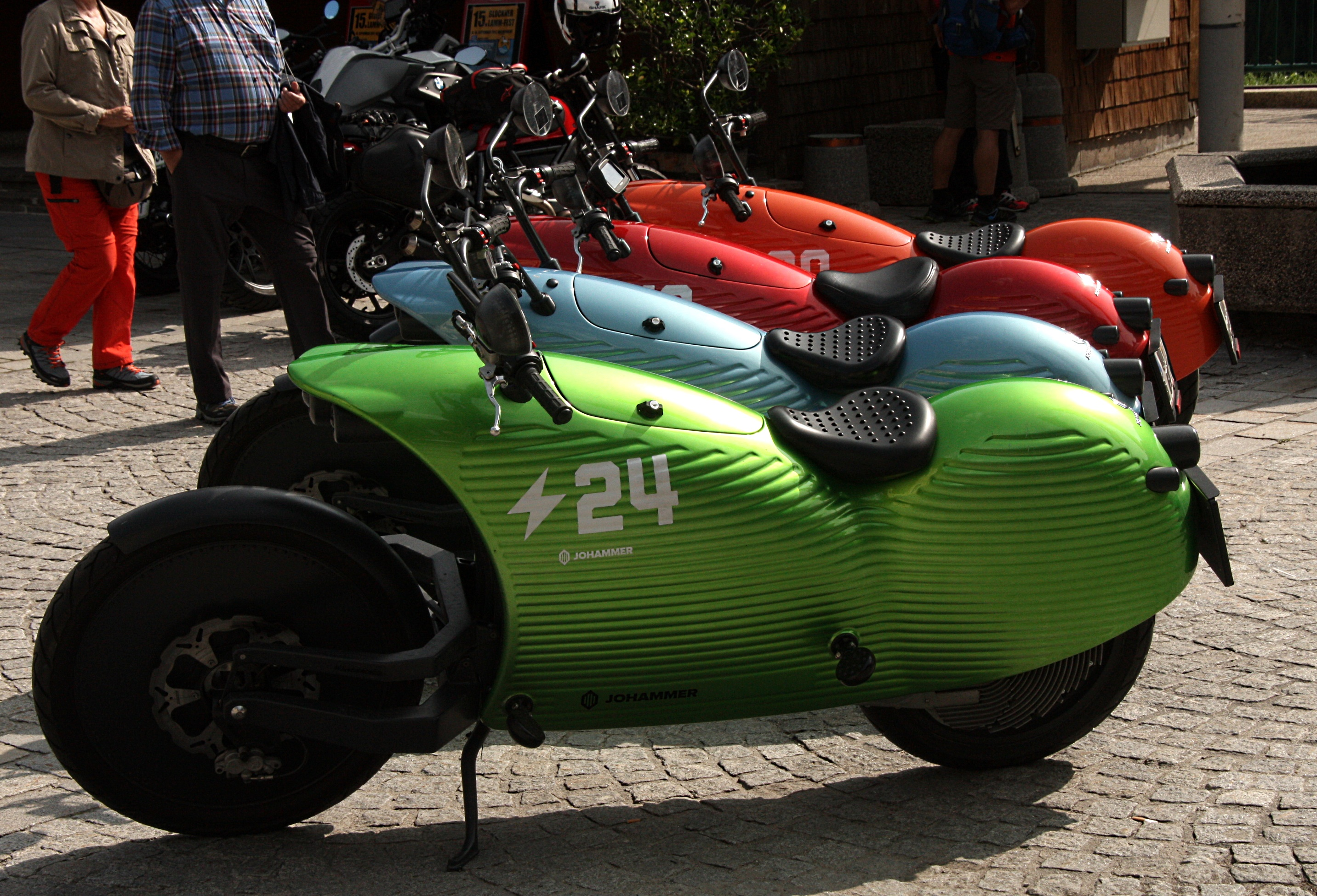
Vier Johammer J1 in Heiligenblut, Kärnten